# Basket Liga Kobiet 2021/2022
Energa Basket Liga Kobiet 2021/2022 – 88. edycja rozgrywek o tytuł mistrza Polski w koszykówce kobiet, organizowany przez Polski Związek Koszykówki. Triumfatorem rozgrywek zostało BC Polkowice.

## Sponsorzy
- Sponsor tytularny: Grupa Energa
- Sponsor oficjalny: Suzuki
- Sponsor: Bank Pekao, Orlen
- Partner medyczny: emel-med, enel-sport
- Partnerzy: Aerowatch, EuroCup Women, Euroliga kobiet, Molten, SMJ Sport, TabliceTaktyczne.pl

## System rozgrywek
- Sezon zasadniczy: mecze odbywają się systemem kołowym. Kluby z miejsc 1-8 będą uczestniczyć w drugim etapie w rywalizacji o miejsca 1-8, kluby z miejsc 9-11 zakończą rywalizację w sezonie 2020/2021, natomiast ostatni klub w tabeli po sezonie zasadniczym spada do I ligi 2022/2023.
- Faza play-off: faza play-off odbędzie się w trzech etapach – ćwierćfinały, półfinały oraz rywalizacja o 3. miejsce i finał. Gospodarzem pierwszych dwóch meczów w danej rywalizacja jest klub, który zajął wyższe miejsce w tabeli sezonu zasadniczego.
  - Faza I (ćwierćfinały): mecze odbędą się w parach 1-8, 2-7, 3-6 oraz 4-5. Rywalizacja w parach będzie się toczyć do trzech zwycięstw.
  - Faza II (półfinały): mecze odbędą się w parach 1/8 – 4/5 oraz 2/7 – 3/6. Rywalizacja w parach będzie się toczyć do trzech zwycięstw. Zwycięzcy rywalizacji awansują do finału, natomiast przegrani będą grać w meczu o 3. miejsce.
  - Faza III:
    - o 3. miejsce: w rywalizacji zagrają kluby, które przegrały swoje rywalizacje w półfinale. Rywalizacja będzie się toczyć do dwóch zwycięstw. Zwycięzca rywalizacji zajmuje 3. miejsce w klasyfikacji końcowej.
    - Finał: w finale zagrają kluby, które wygrały swoje rywalizacje w półfinale. Rywalizacja będzie się toczyć do trzech zwycięstw. Zwycięzca rywalizacji uzyskuje tytuł mistrza Polski.

## Kluby
10 sierpnia 2021 roku w Warszawie decyzją Komisji Licencyjnej Polskiego Związku Koszykówki licencje na grę w rozgrywkach w sezonie 2021/2022 otrzymało 11 klubów:
- 1KS Ślęza Wrocław
- BC Polkowice
- CTL Zagłębie Sosnowiec
- Enea AZS Politechnika Poznań
- Energa Toruń
- GTK Gdynia
- PolskaStrefaInwestycji Enea Gorzów Wielkopolski
- FaleLokiKoki Rosmedia Basket-25 Bydgoszcz
- Pszczółka Polski-Cukier AZS-UMCS Lublin
- SKK Polonia Warszawa
- VBW Arka Gdynia

## Sezon zasadniczy

### Tabela końcowa
awans do play-off
     spadek z ligi
| Lp. | Drużyna                                         | M  | Mecze | Mecze | Punkty | Punkty | Punkty | Punkty   | Pkt |
| Lp. | Drużyna                                         | M  | W     | P     | +      | -      | +/-    | Stosunek | Pkt |
| --- | ----------------------------------------------- | -- | ----- | ----- | ------ | ------ | ------ | -------- | --- |
| 1.  | BC Polkowice                                    | 20 | 18    | 2     | 1728   | 1255   | +473   | 0.9000   | 38  |
| 2.  | Pszczółka Polski-Cukier AZS-UMCS Lublin         | 20 | 17    | 3     | 1532   | 1326   | +206   | 0.8500   | 37  |
| 3.  | VBW Arka Gdynia                                 | 20 | 14    | 6     | 1623   | 1241   | +382   | 0.7000   | 34  |
| 4.  | PolskaStrefaInwestycji Enea Gorzów Wielkopolski | 20 | 13    | 7     | 1532   | 1421   | +111   | 0.6500   | 33  |
| 5.  | 1KS Ślęza Wrocław                               | 20 | 11    | 9     | 1451   | 1470   | -19    | 0.5500   | 31  |
| 6.  | Polskie Przetwory Basket-25 Bydgoszcz           | 20 | 11    | 9     | 1458   | 1453   | +5     | 0.5500   | 31  |
| 7.  | SKK Polonia Warszawa                            | 20 | 10    | 10    | 1508   | 1571   | -63    | 0.5000   | 30  |
| 8.  | CTL Zagłębie Sosnowiec                          | 20 | 8     | 12    | 1505   | 1598   | -93    | 0.4000   | 28  |
| 9.  | Enea AZS Politechnika Poznań                    | 20 | 3     | 17    | 1340   | 1599   | -259   | 0.1500   | 23  |
| 10. | Energa Toruń                                    | 20 | 3     | 17    | 1261   | 1640   | -379   | 0.1500   | 23  |
| 11. | GTK Gdynia                                      | 20 | 2     | 18    | 1172   | 1536   | -364   | 0.1000   | 22  |

### Wyniki
| Gospodarz/Gość                                  | WRO   | POL    | SOS   | POZ    | TOR   | GTK   | GWP   | BYD   | LUB   | PLW    | GDY    |
| ----------------------------------------------- | ----- | ------ | ----- | ------ | ----- | ----- | ----- | ----- | ----- | ------ | ------ |
| 1KS Ślęza Wrocław                               | —     | 83–78  | 81–78 | 86–81  | 74–61 | 70–48 | 68–77 | 94–73 | 63–86 | 83–89  | 57–78  |
| BC Polkowice                                    | 85–48 | —      | 95–63 | 103–46 | 88–69 | 82–58 | 87–47 | 94–51 | 79–68 | 83–78  | 71–59  |
| CTL Zagłębie Sosnowiec                          | 73–77 | 70–96  | —     | 84–83  | 53–58 | 74–59 | 62–85 | 75–83 | 89–86 | 89–79  | 87–74  |
| Enea AZS Politechnika Poznań                    | 71–78 | 71–86  | 62–78 | —      | 76–74 | 55–78 | 74–92 | 55–63 | 58–67 | 63–68  | 58–86  |
| Energa Toruń                                    | 77–92 | 52–101 | 73–76 | 64–75  | —     | 86–74 | 93–88 | 45–79 | 69–93 | 57–75  | 63–100 |
| GTK Gdynia                                      | 52–71 | 51–105 | 71–82 | 61–74  | 61–56 | —     | 61–76 | 63–75 | 66–80 | 61–74  | 60–91  |
| PolskaStrefaInwestycji Enea Gorzów Wielkopolski | 88–63 | 73–78  | 87–71 | 72–69  | 97–56 | 78–57 | —     | 71–65 | 69–72 | 112–82 | 62–59  |
| Polskie Przetwory Basket-25 Bydgoszcz           | 69–63 | 62–77  | 78–73 | 91–85  | 80–49 | 69–51 | 80–70 | —     | 55–61 | 74–80  | 79–88  |
| Pszczółka Polski-Cukier AZS-UMCS Lublin         | 58–52 | 75–72  | 93–69 | 92–68  | 83–47 | 73–37 | 81–64 | 90–74 | —     | 84–65  | 61–57  |
| SKK Polonia Warszawa                            | 77–75 | 53–87  | 92–88 | 86–66  | 81–65 | 77–65 | 73–84 | 80–88 | 76–79 | —      | 60–89  |
| VBW Arka Gdynia                                 | 71–73 | 78–81  | 86–71 | 90–50  | 94–47 | 88–38 | 70–40 | 89–70 | 97–50 | 79–63  | —      |

### Statystyki po sezonie zasadniczym

#### Liderzy statystyk indywidualnych według średniej
| Kategoria                  | Zawodnik            | Klub                                     | Wynik  |
| -------------------------- | ------------------- | ---------------------------------------- | ------ |
| Punkty                     | Jessica January     | CTL Zagłębie Sosnowiec                   | 19,85  |
| Zbiórki                    | Jillian Alleyne     | Polskie Przetwory KS Basket 25 Bydgoszcz | 12,06  |
| Asysty                     | Julia Niemojewska   | GTK Gdynia                               | 8,30   |
| Przechwyty                 | Jessica January     | CTL Zagłębie Sosnowiec                   | 2,65   |
| Bloki                      | Natasha Mack        | Polski Cukier AZS UMCS Lublin            | 2,75   |
| Straty                     | Oumoul Sarr         | Energa Toruń                             | 4,46   |
| Faule                      | Martyna Leszczyńska | SKK Polonia Warszawa                     | 3,27   |
| Czas gry                   | Jessica January     | CTL Zagłębie Sosnowiec                   | 37:16  |
| Skuteczność z gry          | Weronika Telenga    | BC Polkowice                             | 73,90% |
| Skuteczność rzutów wolnych | Alice Kunek         | VBW Arka Gdynia                          | 90,20% |
| Skuteczność za 3           | Nina Bogićević      | CTL Zagłębie Sosnowiec                   | 45,70% |
| Eval                       | Natasha Mack        | Polski Cukier AZS UMCS Lublin            | 25,90  |

#### Rekordy
| Kategoria        | Zawodnik          | Klub                          | Wynik |
| ---------------- | ----------------- | ----------------------------- | ----- |
| Punkty           | Loryn Goodwin     | SKK Polonia Warszawa          | 35    |
| Zbiórki          | Stephanie Mavunga | BC Polkowice                  | 21    |
| Asysty           | Julia Niemojewska | GTK Gdynia                    | 20    |
| Przechwyty       | Jessica January   | CTL Zagłębie Sosnowiec        | 6     |
| Bloki            | Natasha Mack      | Polski Cukier AZS UMCS Lublin | 6     |
| Celne rzuty za 3 | Sasa Cado         | BC Polkowice                  | 7     |

#### Liderzy statystyk drużynowych według średniej
| Kategoria                    | Klub                          | Wynik  |
| ---------------------------- | ----------------------------- | ------ |
| Punkty                       | BC Polkowice                  | 86,40  |
| Zbiórki                      | BC Polkowice                  | 44,90  |
| Asysty                       | VBW Arka Gdynia               | 25,80  |
| Przechwyty                   | BC Polkowice                  | 10,25  |
| Bloki                        | Polski Cukier AZS UMCS Lublin | 4,05   |
| Straty                       | Energa Toruń                  | 18,80  |
| Skuteczność z gry            | VBW Arka Gdynia               | 48,50% |
| Skuteczność z rzutów wolnych | 1KS Ślęza Wrocław             | 79,00% |
| Skuteczność za 3             | VBW Arka Gdynia               | 36,50% |

## Faza play-off
|  |             |                                                 |             |                                                 |   |          |                               |          |  |  |       |       |       |
|  | Ćwierćfinał | Ćwierćfinał                                     | Ćwierćfinał |                                                 |   | Półfinał | Półfinał                      | Półfinał |  |  | Finał | Finał | Finał |
|  | Ćwierćfinał | Ćwierćfinał                                     | Ćwierćfinał |                                                 |   | Półfinał | Półfinał                      | Półfinał |  |  | Finał | Finał | Finał |
|  |             |                                                 |             |                                                 |   |          |                               |          |  |  |       |       |       |
|  |             |                                                 |             |                                                 |   |          |                               |          |  |  |       |       |       |
|  | 1           | BC Polkowice                                    | 3           |                                                 |   |          |                               |          |  |  |       |       |       |
|  | 1           | BC Polkowice                                    | 3           |                                                 |   |          |                               |          |  |  |       |       |       |
|  | 8           | CTL Zagłębie Sosnowiec                          | 0           |                                                 |   |          |                               |          |  |  |       |       |       |
|  | 8           | CTL Zagłębie Sosnowiec                          | 0           |                                                 |   | 1        | BC Polkowice                  | 3        |  |  |       |       |       |
|  |             |                                                 |             |                                                 |   | 1        | BC Polkowice                  | 3        |  |  |       |       |       |
|  |             |                                                 | 4           | PolskaStrefaInwestycji Enea Gorzów Wielkopolski | 0 |          |                               |          |  |  |       |       |       |
|  | 4           | PolskaStrefaInwestycji Enea Gorzów Wielkopolski | 4           | PolskaStrefaInwestycji Enea Gorzów Wielkopolski | 0 | 3        |                               |          |  |  |       |       |       |
|  | 4           | PolskaStrefaInwestycji Enea Gorzów Wielkopolski |             |                                                 |   |          |                               |          |  |  |       |       |       |
|  | 5           | 1KS Ślęza Wrocław                               | 1           |                                                 |   |          |                               |          |  |  |       |       |       |
|  | 5           | 1KS Ślęza Wrocław                               | 1           |                                                 |   | 1        | BC Polkowice                  | 3        |  |  |       |       |       |
|  |             |                                                 |             |                                                 |   |          |                               |          |  |  |       |       |       |
|  |             |                                                 | 2           | Polski Cukier AZS UMCS Lublin                   | 0 |          |                               |          |  |  |       |       |       |
|  | 2           | Pszczółka Polski-Cukier AZS-UMCS Lublin         | 2           | Polski Cukier AZS UMCS Lublin                   | 0 | 3        |                               |          |  |  |       |       |       |
|  | 2           | Pszczółka Polski-Cukier AZS-UMCS Lublin         |             |                                                 |   |          |                               |          |  |  |       |       |       |
|  | 7           | SKK Polonia Warszawa                            | 0           |                                                 |   |          |                               |          |  |  |       |       |       |
|  | 7           | SKK Polonia Warszawa                            | 0           |                                                 |   | 2        | Polski Cukier AZS UMCS Lublin | 3        |  |  |       |       |       |
|  |             |                                                 |             |                                                 |   | 2        | Polski Cukier AZS UMCS Lublin | 3        |  |  |       |       |       |
|  |             |                                                 | 3           | Arka Gdynia                                     | 0 |          |                               |          |  |  |       |       |       |
|  | 3           | VBW Arka Gdynia                                 | 3           | Arka Gdynia                                     | 0 | 3        |                               |          |  |  |       |       |       |
|  | 3           | VBW Arka Gdynia                                 |             |                                                 |   |          |                               |          |  |  |       |       |       |
|  | 6           | Polskie Przetwory Basket-25 Bydgoszcz           | 0           |                                                 |   |          |                               |          |  |  |       |       |       |
|  | 6           | Polskie Przetwory Basket-25 Bydgoszcz           | 0           |                                                 |   |          |                               |          |  |  |       |       |       |

o 3. miejsce
|  |              |                                                 |   |
|  | o 3. miejsce |                                                 |   |
|  |              |                                                 |   |
|  |              |                                                 |   |
|  |              |                                                 |   |
|  | 3            | Arka Gdynia                                     | 2 |
|  | 3            | Arka Gdynia                                     | 2 |
|  | 4            | PolskaStrefaInwestycji Enea Gorzów Wielkopolski | 0 |
|  | 4            | PolskaStrefaInwestycji Enea Gorzów Wielkopolski | 0 |
|  |              |                                                 |   |

### Ćwierćfinały
| 12 marca 2022 18:00 | Raport | BC Polkowice 93 – 69 CTL Zagłębie Sosnowiec      | BC Polkowice 93 – 69 CTL Zagłębie Sosnowiec | BC Polkowice 93 – 69 CTL Zagłębie Sosnowiec    |  | Hala Sportowa, Polkowice Sędziowie: Sławomir Moszakowski, Paweł Białas, Filip Marek |
| 12 marca 2022 18:00 | Raport | Rezultaty w kwartach: 26–16, 24–23, 22–10, 21–20 |                                             |                                                |  | Hala Sportowa, Polkowice Sędziowie: Sławomir Moszakowski, Paweł Białas, Filip Marek |
| 12 marca 2022 18:00 | Raport | Pkt: Spanu 20 Zb: Mavunga 18 As: Gajda 7         |                                             | Pkt: Bogićević 21 Zb: January 12 As: Wojtala 7 |  | Hala Sportowa, Polkowice Sędziowie: Sławomir Moszakowski, Paweł Białas, Filip Marek |

| 13 marca 2022 18:00 | Raport | BC Polkowice 117 – 81 CTL Zagłębie Sosnowiec     | BC Polkowice 117 – 81 CTL Zagłębie Sosnowiec | BC Polkowice 117 – 81 CTL Zagłębie Sosnowiec |  | Hala Sportowa, Polkowice Sędziowie: Ewa Matuszewska, Bartłomiej Kucharski, Paulina Drop |
| 13 marca 2022 18:00 | Raport | Rezultaty w kwartach: 27–24, 31–18, 31–18, 28–21 |                                              |                                              |  | Hala Sportowa, Polkowice Sędziowie: Ewa Matuszewska, Bartłomiej Kucharski, Paulina Drop |
| 13 marca 2022 18:00 | Raport | Pkt: Mavunga 22 Zb: Mavunga 12 As: Wheeler 10    |                                              | Pkt: January 27 Zb: January 10 As: January 5 |  | Hala Sportowa, Polkowice Sędziowie: Ewa Matuszewska, Bartłomiej Kucharski, Paulina Drop |

| 19 marca 2022 17:00 | Raport | CTL Zagłębie Sosnowiec 79 – 87 BC Polkowice      | CTL Zagłębie Sosnowiec 79 – 87 BC Polkowice | CTL Zagłębie Sosnowiec 79 – 87 BC Polkowice   |  | Arena Sosnowiec, Sosnowiec Sędziowie: Maciej Krupiński, Karina Kamińska, Rafał Zuchowicz |
| 19 marca 2022 17:00 | Raport | Rezultaty w kwartach: 23–24, 16–24, 17–25, 23–14 |                                             |                                               |  | Arena Sosnowiec, Sosnowiec Sędziowie: Maciej Krupiński, Karina Kamińska, Rafał Zuchowicz |
| 19 marca 2022 17:00 | Raport | Pkt: Sagerer 18 Zb: January 9 As: January 10     |                                             | Pkt: Mavunga 23 Zb: Mavunga 10 As: Wheeler 12 |  | Arena Sosnowiec, Sosnowiec Sędziowie: Maciej Krupiński, Karina Kamińska, Rafał Zuchowicz |
| 19 marca 2022 17:00 | Raport | BC Polkowice wygrywa serię 3–0                   |                                             |                                               |  | Arena Sosnowiec, Sosnowiec Sędziowie: Maciej Krupiński, Karina Kamińska, Rafał Zuchowicz |

| 12 marca 2022 18:00 | Raport | PolskaStrefaInwestycji Enea Gorzów Wielkopolski 83 – 60 1KS Ślęza Wrocław | PolskaStrefaInwestycji Enea Gorzów Wielkopolski 83 – 60 1KS Ślęza Wrocław | PolskaStrefaInwestycji Enea Gorzów Wielkopolski 83 – 60 1KS Ślęza Wrocław |  | Hala AJP, Gorzów Wielkopolski Sędziowie: Paulina Gajdosz, Karina Kamińska, Justyna Gieroba |
| 12 marca 2022 18:00 | Raport | Rezultaty w kwartach: 17–17, 21–18, 20–14, 25–11                          |                                                                           |                                                                           |  | Hala AJP, Gorzów Wielkopolski Sędziowie: Paulina Gajdosz, Karina Kamińska, Justyna Gieroba |
| 12 marca 2022 18:00 | Raport | Pkt: Christowa, Jones po 20 Zb: Jones 15 As: Fiszer 8                     |                                                                           | Pkt: Jakubiuk 26 Zb: Stefańczyk 6 As: Drop 6                              |  | Hala AJP, Gorzów Wielkopolski Sędziowie: Paulina Gajdosz, Karina Kamińska, Justyna Gieroba |

| 13 marca 2022 18:00 | Raport | PolskaStrefaInwestycji Enea Gorzów Wielkopolski 76 – 62 1KS Ślęza Wrocław | PolskaStrefaInwestycji Enea Gorzów Wielkopolski 76 – 62 1KS Ślęza Wrocław | PolskaStrefaInwestycji Enea Gorzów Wielkopolski 76 – 62 1KS Ślęza Wrocław |  | Hala AJP, Gorzów Wielkopolski Sędziowie: Marcin Koralewski, Maciej Dębowski, Robert Klukowski |
| 13 marca 2022 18:00 | Raport | Rezultaty w kwartach: 18–18, 19–15, 23–13, 16–16                          |                                                                           |                                                                           |  | Hala AJP, Gorzów Wielkopolski Sędziowie: Marcin Koralewski, Maciej Dębowski, Robert Klukowski |
| 13 marca 2022 18:00 | Raport | Pkt: Christowa 22 Zb: Jones 11 As: Fiszer 9                               |                                                                           | Pkt: Bright, Drop po 15 Zb: Jasnowska 12 As: Jakubiuk 6                   |  | Hala AJP, Gorzów Wielkopolski Sędziowie: Marcin Koralewski, Maciej Dębowski, Robert Klukowski |

| 19 marca 2022 17:00 | Raport | 1KS Ślęza Wrocław 67 – 66 PolskaStrefaInwestycji Enea Gorzów Wielkopolski | 1KS Ślęza Wrocław 67 – 66 PolskaStrefaInwestycji Enea Gorzów Wielkopolski | 1KS Ślęza Wrocław 67 – 66 PolskaStrefaInwestycji Enea Gorzów Wielkopolski |  | Wielofunkcyjna Hala Sportowa AWF Wrocław, Wrocław Sędziowie: Tomasz Tybor, Agata Maj, Bogna Podkowińska |
| 19 marca 2022 17:00 | Raport | Rezultaty w kwartach: 9–18, 14–19, 19–16, 25–13                           |                                                                           |                                                                           |  | Wielofunkcyjna Hala Sportowa AWF Wrocław, Wrocław Sędziowie: Tomasz Tybor, Agata Maj, Bogna Podkowińska |
| 19 marca 2022 17:00 | Raport | Pkt: Drop 25 Zb: Bright 12 As: Drop 4                                     |                                                                           | Pkt: Jones 23 Zb: Jones 15 As: Fiszer 6                                   |  | Wielofunkcyjna Hala Sportowa AWF Wrocław, Wrocław Sędziowie: Tomasz Tybor, Agata Maj, Bogna Podkowińska |

| 20 marca 2022 17:00 | Raport | 1KS Ślęza Wrocław 70 – 77 PolskaStrefaInwestycji Enea Gorzów Wielkopolski | 1KS Ślęza Wrocław 70 – 77 PolskaStrefaInwestycji Enea Gorzów Wielkopolski | 1KS Ślęza Wrocław 70 – 77 PolskaStrefaInwestycji Enea Gorzów Wielkopolski |  | Wielofunkcyjna Hala Sportowa AWF Wrocław, Wrocław Sędziowie: Łukasz Jankowski, Tomasz Tomaszewski, Michał Kuzia |
| 20 marca 2022 17:00 | Raport | Rezultaty w kwartach: 12–24, 19–13, 14–12, 25–28                          |                                                                           |                                                                           |  | Wielofunkcyjna Hala Sportowa AWF Wrocław, Wrocław Sędziowie: Łukasz Jankowski, Tomasz Tomaszewski, Michał Kuzia |
| 20 marca 2022 17:00 | Raport | Pkt: Stefańczyk 22 Zb: Bright 10 As: Drop 10                              |                                                                           | Pkt: trzy zawodniczki po 17 Zb: Jones 10 As: cztery zawodniczki po 3      |  | Wielofunkcyjna Hala Sportowa AWF Wrocław, Wrocław Sędziowie: Łukasz Jankowski, Tomasz Tomaszewski, Michał Kuzia |
| 20 marca 2022 17:00 | Raport | PolskaStrefaInwestycji Enea Gorzów Wielkopolski wygrywa serię 3–1         |                                                                           |                                                                           |  | Wielofunkcyjna Hala Sportowa AWF Wrocław, Wrocław Sędziowie: Łukasz Jankowski, Tomasz Tomaszewski, Michał Kuzia |

| 12 marca 2022 15:00 | Raport | Pszczółka Polski-Cukier AZS-UMCS Lublin 85 – 51 SKK Polonia Warszawa | Pszczółka Polski-Cukier AZS-UMCS Lublin 85 – 51 SKK Polonia Warszawa | Pszczółka Polski-Cukier AZS-UMCS Lublin 85 – 51 SKK Polonia Warszawa |  | Hala MOSiR, Lublin Sędziowie: Damian Ottenburger, Tomasz Trojanowski, Tomasz Trybalski |
| 12 marca 2022 15:00 | Raport | Rezultaty w kwartach: 17–18, 23–6, 21–16, 24–11                      |                                                                      |                                                                      |  | Hala MOSiR, Lublin Sędziowie: Damian Ottenburger, Tomasz Trojanowski, Tomasz Trybalski |
| 12 marca 2022 15:00 | Raport | Pkt: Niedźwiedzka 14 Zb: Mack 11 As: Smalls, Stanaćev po 5           |                                                                      | Pkt: Goodwin 14 Zb: Gorsic 6 As: Pawłowska 4                         |  | Hala MOSiR, Lublin Sędziowie: Damian Ottenburger, Tomasz Trojanowski, Tomasz Trybalski |

| 13 marca 2022 18:00 | Raport | Pszczółka Polski-Cukier AZS-UMCS Lublin 82 – 61 SKK Polonia Warszawa | Pszczółka Polski-Cukier AZS-UMCS Lublin 82 – 61 SKK Polonia Warszawa | Pszczółka Polski-Cukier AZS-UMCS Lublin 82 – 61 SKK Polonia Warszawa |  | Hala MOSiR, Lublin Sędziowie: Robert Mordal, Grzegorz Czajka, Tomasz Szczurewski |
| 13 marca 2022 18:00 | Raport | Rezultaty w kwartach: 19–12, 22–16, 20–20, 21–13                     |                                                                      |                                                                      |  | Hala MOSiR, Lublin Sędziowie: Robert Mordal, Grzegorz Czajka, Tomasz Szczurewski |
| 13 marca 2022 18:00 | Raport | Pkt: Mack, Smalls po 17 Zb: Mack, Smalls po 10 As: Stanaćev 6        |                                                                      | Pkt: Preihs 17 Zb: Goodwin 11 As: Goodwin 4                          |  | Hala MOSiR, Lublin Sędziowie: Robert Mordal, Grzegorz Czajka, Tomasz Szczurewski |

| 19 marca 2022 18:00 | Raport | SKK Polonia Warszawa 70 – 89 Pszczółka Polski-Cukier AZS-UMCS Lublin | SKK Polonia Warszawa 70 – 89 Pszczółka Polski-Cukier AZS-UMCS Lublin | SKK Polonia Warszawa 70 – 89 Pszczółka Polski-Cukier AZS-UMCS Lublin |  | Centrum Sportu Wilanów, Warszawa Sędziowie: Arnauld Kom Njilo, Maciej Dębowski, Paulina Drop |
| 19 marca 2022 18:00 | Raport | Rezultaty w kwartach: 19–17, 18–22, 16–26, 17–24                     |                                                                      |                                                                      |  | Centrum Sportu Wilanów, Warszawa Sędziowie: Arnauld Kom Njilo, Maciej Dębowski, Paulina Drop |
| 19 marca 2022 18:00 | Raport | Pkt: Gorsic, Sosnowska po 16 Zb: Gorsic 7 As: Goodwin 6              |                                                                      | Pkt: Smalls 25 Zb: Mack 9 As: Stanaćev 13                            |  | Centrum Sportu Wilanów, Warszawa Sędziowie: Arnauld Kom Njilo, Maciej Dębowski, Paulina Drop |
| 19 marca 2022 18:00 | Raport | Pszczółka Polski-Cukier AZS-UMCS Lublin wygrywa serię 3–0            |                                                                      |                                                                      |  | Centrum Sportu Wilanów, Warszawa Sędziowie: Arnauld Kom Njilo, Maciej Dębowski, Paulina Drop |

| 12 marca 2022 17:30 | Raport | VBW Arka Gdynia 73 – 58 Polskie Przetwory Basket-25 Bydgoszcz | VBW Arka Gdynia 73 – 58 Polskie Przetwory Basket-25 Bydgoszcz | VBW Arka Gdynia 73 – 58 Polskie Przetwory Basket-25 Bydgoszcz |  | Gdynia Arena, Gdynia Sędziowie: Arnauld Kom Njilo, Karol Nowak, Cezary Nowicki |
| 12 marca 2022 17:30 | Raport | Rezultaty w kwartach: 28–15, 12–8, 15–14, 18–21               |                                                               |                                                               |  | Gdynia Arena, Gdynia Sędziowie: Arnauld Kom Njilo, Karol Nowak, Cezary Nowicki |
| 12 marca 2022 17:30 | Raport | Pkt: Podgórna 12 Zb: Gustafson 12 As: cztery zawodniczki po 2 |                                                               | Pkt: Michałek 15 Zb: Alleyne 10 As: Eivery 4                  |  | Gdynia Arena, Gdynia Sędziowie: Arnauld Kom Njilo, Karol Nowak, Cezary Nowicki |

| 13 marca 2022 17:00 | Raport | VBW Arka Gdynia 72 – 63 Polskie Przetwory Basket-25 Bydgoszcz | VBW Arka Gdynia 72 – 63 Polskie Przetwory Basket-25 Bydgoszcz | VBW Arka Gdynia 72 – 63 Polskie Przetwory Basket-25 Bydgoszcz |  | Gdynia Arena, Gdynia Sędziowie: Michał Chrakowiecki, Maciej Krupiński, Marcin Bieńkowski |
| 13 marca 2022 17:00 | Raport | Rezultaty w kwartach: 26–15, 22–18, 13–21, 11–9               |                                                               |                                                               |  | Gdynia Arena, Gdynia Sędziowie: Michał Chrakowiecki, Maciej Krupiński, Marcin Bieńkowski |
| 13 marca 2022 17:00 | Raport | Pkt: Kunek 20 Zb: Gustafson 14 As: Bazan, Pavlopoulou po 5    |                                                               | Pkt: Michałek 21 Zb: Miškinienė 6 As: Eivery 5                |  | Gdynia Arena, Gdynia Sędziowie: Michał Chrakowiecki, Maciej Krupiński, Marcin Bieńkowski |

| 19 marca 2022 17:00 | Raport | Polskie Przetwory Basket-25 Bydgoszcz 60 – 84 VBW Arka Gdynia | Polskie Przetwory Basket-25 Bydgoszcz 60 – 84 VBW Arka Gdynia | Polskie Przetwory Basket-25 Bydgoszcz 60 – 84 VBW Arka Gdynia |  | Artego Arena, Bydgoszcz Sędziowie: Paulina Gajdosz, Tomasz Langowski, Filip Marek |
| 19 marca 2022 17:00 | Raport | Rezultaty w kwartach: 15–24, 16–20, 15–15, 14–25              |                                                               |                                                               |  | Artego Arena, Bydgoszcz Sędziowie: Paulina Gajdosz, Tomasz Langowski, Filip Marek |
| 19 marca 2022 17:00 | Raport | Pkt: Alleyne 24 Zb: Alleyne 15 As: Alleyne, Eivery po 5       |                                                               | Pkt: Gustafson 18 Zb: Gustafson 8 As: Pavlopoulou 10          |  | Artego Arena, Bydgoszcz Sędziowie: Paulina Gajdosz, Tomasz Langowski, Filip Marek |
| 19 marca 2022 17:00 | Raport | VBW Arka Gdynia wygrywa serię 3–0                             |                                                               |                                                               |  | Artego Arena, Bydgoszcz Sędziowie: Paulina Gajdosz, Tomasz Langowski, Filip Marek |

### Półfinały
| 26 marca 2022 19:00 | Raport | BC Polkowice 88 – 67 PolskaStrefaInwestycji Enea Gorzów Wielkopolski | BC Polkowice 88 – 67 PolskaStrefaInwestycji Enea Gorzów Wielkopolski | BC Polkowice 88 – 67 PolskaStrefaInwestycji Enea Gorzów Wielkopolski |  | Hala Sportowa, Polkowice Sędziowie: Paulina Gajdosz, Maciej Dębowski, Agata Maj |
| 26 marca 2022 19:00 | Raport | Rezultaty w kwartach: 21–16, 21–16, 18–18, 28–17                     |                                                                      |                                                                      |  | Hala Sportowa, Polkowice Sędziowie: Paulina Gajdosz, Maciej Dębowski, Agata Maj |
| 26 marca 2022 19:00 | Raport | Pkt: Spanu 18 Zb: Mavunga 8 As: Wheeler 9                            |                                                                      | Pkt: Jones 15 Zb: Jones 11 As: Fiszer 8                              |  | Hala Sportowa, Polkowice Sędziowie: Paulina Gajdosz, Maciej Dębowski, Agata Maj |

| 27 marca 2022 19:00 | Raport | BC Polkowice 82 – 48 PolskaStrefaInwestycji Enea Gorzów Wielkopolski | BC Polkowice 82 – 48 PolskaStrefaInwestycji Enea Gorzów Wielkopolski | BC Polkowice 82 – 48 PolskaStrefaInwestycji Enea Gorzów Wielkopolski |  | Hala Sportowa, Polkowice Sędziowie: Łukasz Jankowski, Ewa Matuszewska, Bogna Podkowińska |
| 27 marca 2022 19:00 | Raport | Rezultaty w kwartach: 24–16, 21–16, 24–5, 13–11                      |                                                                      |                                                                      |  | Hala Sportowa, Polkowice Sędziowie: Łukasz Jankowski, Ewa Matuszewska, Bogna Podkowińska |
| 27 marca 2022 19:00 | Raport | Pkt: Wheeler 22 Zb: Telenga 9 As: Gajda 7                            |                                                                      | Pkt: Makurat 14 Zb: Jones 9 As: Fiszer 6                             |  | Hala Sportowa, Polkowice Sędziowie: Łukasz Jankowski, Ewa Matuszewska, Bogna Podkowińska |

| 2 kwietnia 2022 18:00 | Raport | PolskaStrefaInwestycji Enea Gorzów Wielkopolski 44 – 54 BC Polkowice | PolskaStrefaInwestycji Enea Gorzów Wielkopolski 44 – 54 BC Polkowice | PolskaStrefaInwestycji Enea Gorzów Wielkopolski 44 – 54 BC Polkowice |  | Hala AJP, Gorzów Wielkopolski Sędziowie: Dariusz Zapolski, Tomasz Langowski, Tomasz Szczurewski |
| 2 kwietnia 2022 18:00 | Raport | Rezultaty w kwartach: 14–13, 3–12, 17–18, 10–11                      |                                                                      |                                                                      |  | Hala AJP, Gorzów Wielkopolski Sędziowie: Dariusz Zapolski, Tomasz Langowski, Tomasz Szczurewski |
| 2 kwietnia 2022 18:00 | Raport | Pkt: Hurt 13 Zb: Hurt 11 As: Jones 3                                 |                                                                      | Pkt: Spanu, Wheeler po 11 Zb: Cado 7 As: Wheeler 4                   |  | Hala AJP, Gorzów Wielkopolski Sędziowie: Dariusz Zapolski, Tomasz Langowski, Tomasz Szczurewski |
| 2 kwietnia 2022 18:00 | Raport | BC Polkowice wygrywa serię 3–0                                       |                                                                      |                                                                      |  | Hala AJP, Gorzów Wielkopolski Sędziowie: Dariusz Zapolski, Tomasz Langowski, Tomasz Szczurewski |

| 26 marca 2022 18:00 | Raport | Pszczółka Polski-Cukier AZS-UMCS Lublin 68 – 54 VBW Arka Gdynia | Pszczółka Polski-Cukier AZS-UMCS Lublin 68 – 54 VBW Arka Gdynia | Pszczółka Polski-Cukier AZS-UMCS Lublin 68 – 54 VBW Arka Gdynia |  | Hala MOSiR, Lublin Sędziowie: Michał Sosin, Karina Kamińska, Maciej Krupiński |
| 26 marca 2022 18:00 | Raport | Rezultaty w kwartach: 20–14, 18–12, 24–15, 6–13                 |                                                                 |                                                                 |  | Hala MOSiR, Lublin Sędziowie: Michał Sosin, Karina Kamińska, Maciej Krupiński |
| 26 marca 2022 18:00 | Raport | Pkt: Mack, Smalls po 16 Zb: Mack 14 As: Stanaćev 6              |                                                                 | Pkt: Gustafson 12 Zb: Gustafson 13 As: trzech zawodników po 3   |  | Hala MOSiR, Lublin Sędziowie: Michał Sosin, Karina Kamińska, Maciej Krupiński |

| 27 marca 2022 19:00 | Raport | Pszczółka Polski-Cukier AZS-UMCS Lublin 65 – 56 VBW Arka Gdynia | Pszczółka Polski-Cukier AZS-UMCS Lublin 65 – 56 VBW Arka Gdynia | Pszczółka Polski-Cukier AZS-UMCS Lublin 65 – 56 VBW Arka Gdynia |  | Hala MOSiR, Lublin Sędziowie: Tomasz Tybor, Mateusz Skorek, Michał Kuzia |
| 27 marca 2022 19:00 | Raport | Rezultaty w kwartach: 17–12, 16–17, 16–11, 16–16                |                                                                 |                                                                 |  | Hala MOSiR, Lublin Sędziowie: Tomasz Tybor, Mateusz Skorek, Michał Kuzia |
| 27 marca 2022 19:00 | Raport | Pkt: Mack 26 Zb: Mack 15 As: Stanaćev 9                         |                                                                 | Pkt: Bertsch, Pavlopoulou po 15 Zb: Begić 9 As: Pavlopoulou 5   |  | Hala MOSiR, Lublin Sędziowie: Tomasz Tybor, Mateusz Skorek, Michał Kuzia |

| 2 kwietnia 2022 16:00 | Raport | VBW Arka Gdynia 96 – 102 Pszczółka Polski-Cukier AZS-UMCS Lublin | VBW Arka Gdynia 96 – 102 Pszczółka Polski-Cukier AZS-UMCS Lublin | VBW Arka Gdynia 96 – 102 Pszczółka Polski-Cukier AZS-UMCS Lublin | OT | Gdynia Arena, Gdynia Sędziowie: Michał Chrakowiecki, Marcin Koralewski, Cezary Nowicki |
| 2 kwietnia 2022 16:00 | Raport | Rezultaty w kwartach: 16–24, 24–24, 17–19, 21–11 OT: 10–10, 8–14 |                                                                  |                                                                  | OT | Gdynia Arena, Gdynia Sędziowie: Michał Chrakowiecki, Marcin Koralewski, Cezary Nowicki |
| 2 kwietnia 2022 16:00 | Raport | Pkt: Bertsch 26 Zb: Bertsch, Gustafson po 10 As: Pavlopoulou 12  |                                                                  | Pkt: Stanaćev 27 Zb: Mack, Smalls po 10 As: Stanaćev 10          | OT | Gdynia Arena, Gdynia Sędziowie: Michał Chrakowiecki, Marcin Koralewski, Cezary Nowicki |
| 2 kwietnia 2022 16:00 | Raport | Pszczółka Polski-Cukier AZS-UMCS Lublin wygrywa serię 3–0        |                                                                  |                                                                  | OT | Gdynia Arena, Gdynia Sędziowie: Michał Chrakowiecki, Marcin Koralewski, Cezary Nowicki |

### O 3. miejsce
| 9 kwietnia 2022 17:00 | Raport | VBW Arka Gdynia 83 – 55 PolskaStrefaInwestycji Enea Gorzów Wielkopolski | VBW Arka Gdynia 83 – 55 PolskaStrefaInwestycji Enea Gorzów Wielkopolski | VBW Arka Gdynia 83 – 55 PolskaStrefaInwestycji Enea Gorzów Wielkopolski |  | Gdynia Arena, Gdynia Sędziowie: Adam Wierzman, Karina Kamińska, Jakub Pietrzak |
| 9 kwietnia 2022 17:00 | Raport | Rezultaty w kwartach: 27–12, 14–14, 23–9, 19–20                         |                                                                         |                                                                         |  | Gdynia Arena, Gdynia Sędziowie: Adam Wierzman, Karina Kamińska, Jakub Pietrzak |
| 9 kwietnia 2022 17:00 | Raport | Pkt: Bertsch 16 Zb: Gustafson 11 As: Kastanek 5                         |                                                                         | Pkt: Makurat 22 Zb: Makurat 7 As: Fiszer 4                              |  | Gdynia Arena, Gdynia Sędziowie: Adam Wierzman, Karina Kamińska, Jakub Pietrzak |

| 12 kwietnia 2022 18:00 | Raport | PolskaStrefaInwestycji Enea Gorzów Wielkopolski 63 – 69 VBW Arka Gdynia | PolskaStrefaInwestycji Enea Gorzów Wielkopolski 63 – 69 VBW Arka Gdynia | PolskaStrefaInwestycji Enea Gorzów Wielkopolski 63 – 69 VBW Arka Gdynia |  | Hala AJP, Gorzów Wielkopolski Sędziowie: Ewa Matuszewska, Maciej Dębowski, Filip Marek |
| 12 kwietnia 2022 18:00 | Raport | Rezultaty w kwartach: 16–8, 11–21, 21–22, 15–18                         |                                                                         |                                                                         |  | Hala AJP, Gorzów Wielkopolski Sędziowie: Ewa Matuszewska, Maciej Dębowski, Filip Marek |
| 12 kwietnia 2022 18:00 | Raport | Pkt: Hurt, Makurat po 18 Zb: Hurt 8 As: Dźwigalska, Makurat po 4        |                                                                         | Pkt: Gustafson 18 Zb: Gustafson 17 As: Bazan 5                          |  | Hala AJP, Gorzów Wielkopolski Sędziowie: Ewa Matuszewska, Maciej Dębowski, Filip Marek |
| 12 kwietnia 2022 18:00 | Raport | VBW Arka Gdynia wygrywa dwumecz i zajmuje 3. miejsce w lidze.           |                                                                         |                                                                         |  | Hala AJP, Gorzów Wielkopolski Sędziowie: Ewa Matuszewska, Maciej Dębowski, Filip Marek |

### Finał
| 9 kwietnia 2022 18:00 | Raport | BC Polkowice 65 – 63 Pszczółka Polski-Cukier AZS-UMCS Lublin | BC Polkowice 65 – 63 Pszczółka Polski-Cukier AZS-UMCS Lublin | BC Polkowice 65 – 63 Pszczółka Polski-Cukier AZS-UMCS Lublin |  | Hala Sportowa, Polkowice Sędziowie: Łukasz Jankowski, Paulina Gajdosz, Łukasz Andrzejewski |
| 9 kwietnia 2022 18:00 | Raport | Rezultaty w kwartach: 16–16, 17–16, 17–11, 15–20             |                                                              |                                                              |  | Hala Sportowa, Polkowice Sędziowie: Łukasz Jankowski, Paulina Gajdosz, Łukasz Andrzejewski |
| 9 kwietnia 2022 18:00 | Raport | Pkt: Wheeler 24 Zb: Mavunga 24 As: Gajda 6                   |                                                              | Pkt: Mack 27 Zb: Smalls 13 As: Stanaćev 8                    |  | Hala Sportowa, Polkowice Sędziowie: Łukasz Jankowski, Paulina Gajdosz, Łukasz Andrzejewski |

| 10 kwietnia 2022 18:00 | Raport | BC Polkowice 89 – 72 Pszczółka Polski-Cukier AZS-UMCS Lublin | BC Polkowice 89 – 72 Pszczółka Polski-Cukier AZS-UMCS Lublin | BC Polkowice 89 – 72 Pszczółka Polski-Cukier AZS-UMCS Lublin |  | Hala Sportowa, Polkowice Sędziowie: Michał Sosin, Arnauld Kom Njilo, Sławomir Moszakowski |
| 10 kwietnia 2022 18:00 | Raport | Rezultaty w kwartach: 19–20, 33–22, 16–21, 21–9              |                                                              |                                                              |  | Hala Sportowa, Polkowice Sędziowie: Michał Sosin, Arnauld Kom Njilo, Sławomir Moszakowski |
| 10 kwietnia 2022 18:00 | Raport | Pkt: Spanu 19 Zb: Spanu 10 As: Wheeler 12                    |                                                              | Pkt: Smalls, Stanaćev po 18 Zb: Mack 9 As: Stanaćev 6        |  | Hala Sportowa, Polkowice Sędziowie: Michał Sosin, Arnauld Kom Njilo, Sławomir Moszakowski |

| 13 kwietnia 2022 18:30 | Raport | Pszczółka Polski-Cukier AZS-UMCS Lublin 73 – 80 BC Polkowice | Pszczółka Polski-Cukier AZS-UMCS Lublin 73 – 80 BC Polkowice | Pszczółka Polski-Cukier AZS-UMCS Lublin 73 – 80 BC Polkowice |  | Hala MOSiR, Lublin Sędziowie: Michał Chrakowiecki, Agata Maj, Tomasz Szczurewski |
| 13 kwietnia 2022 18:30 | Raport | Rezultaty w kwartach: 17–20, 22–21, 19–16, 15–23             |                                                              |                                                              |  | Hala MOSiR, Lublin Sędziowie: Michał Chrakowiecki, Agata Maj, Tomasz Szczurewski |
| 13 kwietnia 2022 18:30 | Raport | Pkt: Smalls 21 Zb: Mack 8 As: Stanaćev 8                     |                                                              | Pkt: Wheeler 23 Zb: Mavunga 14 As: Wheeler 6                 |  | Hala MOSiR, Lublin Sędziowie: Michał Chrakowiecki, Agata Maj, Tomasz Szczurewski |
| 13 kwietnia 2022 18:30 | Raport | BC Polkowice wygrywa serię 3–0 i zostaje mistrzem Polski.    |                                                              |                                                              |  | Hala MOSiR, Lublin Sędziowie: Michał Chrakowiecki, Agata Maj, Tomasz Szczurewski |

## Nagrody
Laureatami nagród zostali:
- Najbardziej energetyczna koszykarka:  Anna Jakubiuk (1KS Ślęza Wrocław)
- Największy postęp:  Magdalena Szymkiewicz (VBW Arka Gdynia)
- Klub promujący młode talenty: GTK Gdynia
- Najbardziej medialny klub: BC Polkowice

## Klasyfikacja końcowa
| Lp. | Klub                                            |
| --- | ----------------------------------------------- |
|     | BC Polkowice                                    |
|     | Pszczółka Polski-Cukier AZS-UMCS Lublin         |
|     | VBW Arka Gdynia                                 |
| 4.  | PolskaStrefaInwestycji Enea Gorzów Wielkopolski |
| 5.  | 1KS Ślęza Wrocław                               |
| 6.  | Polskie Przetwory Basket-25 Bydgoszcz           |
| 7.  | SKK Polonia Warszawa                            |
| 8.  | CTL Zagłębie Sosnowiec                          |
| 9.  | Enea AZS Politechnika Poznań                    |
| 10. | Energa Toruń                                    |
| 11. | GTK Gdynia                                      |